# Rammsjön (Näsums socken, Skåne)
Rammsjön är en sjö i Bromölla kommun i Skåne och ingår i Skräbeåns huvudavrinningsområde. Sjön är 13,1 meter djup, har en yta på 0,223 kvadratkilometer och befinner sig 49,1 meter över havet. Vid provfiske har abborre, gädda och mört fångats i sjön. Sjön än en källsjö.[källa behövs]

## Delavrinningsområde
Rammsjön ingår i det delavrinningsområde (623107-141947) som SMHI kallar för Ovan Lillån. Medelhöjden är 78 meter över havet och ytan är 16,31 kvadratkilometer. Räknas de 45 avrinningsområdena uppströms in blir den ackumulerade arean 671,3 kvadratkilometer. Avrinningsområdets utflöde Skräbeån mynnar i havet. Avrinningsområdet består mestadels av skog (56 %), öppen mark (14 %) och jordbruk (26 %). Avrinningsområdet har 0,22 kvadratkilometer vattenytor vilket ger det en sjöprocent på 1,4 %.